# ظهر البقعة (مناخة)

تعديل مصدري - تعديل

ظهر البقعة هي إحدى قرى عزلة بني حسن وحسين بمديرية مناخة التابعة لمحافظة صنعاء، بلغ تعداد سكانها 24 نسمة حسب تعداد اليمن لعام 2004.